# Vriescheloo (dorp)
Vriescheloo (Gronings: Vraiskeloo) is een dorp in de gemeente Westerwolde in de Nederlandse provincie Groningen. Het had begin 2005 986 inwoners, in 2023 waren dat er nog 950.
Vriescheloo staat sinds het begin van de 20e eeuw bekend om het bosrijke landschap. De schilder Jozef Israëls noemde dit dorp "het schoonste van Europa".

## Naam en geschiedenis
Vriescheloo is in de 9e of 10e eeuw ontstaan als een randveenontginningsdorp, dat in verschillende fasen is verschoven van de oevers van de Westerwoldse Aa (de rivierduin de Garst, later Gaast) naar zijn huidige plek, op de flanken van de zandrug de Bouwten. Het dorp werd daarbij vier keer verplaatst. Op de plek van de eerste nederzetting langs de Aa zijn resten aangetroffen van onder andere pingsdorfs aardewerk en kogelpotten uit de periode tussen de 9e en de 13e of 14e eeuw. In de 12e eeuw werd door vermoedelijk Oost-Friese kolonisten begonnen met het systematisch afgraven van het veen vanaf de Garst in de vorm van opstrekkende heerden. Deze vervening zorgde voor inklinking van de grond en daarmee voor wateroverlast. Dit had tot gevolg dat de plaats steeds weer moest worden verplaatst naar een hogere plek. Vermoedelijk omdat de afstand tot de Aa steeds groter werd, werd in die tijd ook de oudste weg van het kerspel aangelegd: de Buitenweg, die onderdeel was van een langere weg tussen Wedde en Houwingaham. Later werd ten zuidoosten hiervan de Oude Weg aangelegd. Hieraan verrees een kerk, die in 1717 weer afgebroken werd. Alleen de kerkheuvel bleef achter. De fundamenten van deze kerk zijn opgegraven in 1939 en 1940, waarna de kerkheuvel werd geëgaliseerd. Bij ruilverkavelingswerkzaamheden is in 1987 een steenhuis uit vermoedelijk ongeveer 1325 blootgelegd ten noorden van de Buitenweg. De naam Vresschenlo komt voor op een latere aanvulling van een lijst van kerken van de Abdij van Corvey, die in de dertiende eeuw is ontstaan. In 1316 heet het dorp kortweg Loo, in 1470 is sprake van Vriescheloe, in 1474 van Freischenloy, in 1529 van Vreisscheloo, in 1556 van Frescheloe, daarna steeds vaker van Vriescheloo.
De oorsprong van de naam Vriescheloo is omstreden. Volgens dominee Johannes Cathalinus Montijn, Jan Everhardus Muntinga en taalkundige Wobbe de Vries is de naam afkomstig van Friezen die zich in of bij het bos (loo) zouden hebben gevestigd. Daarbij werd tevens verwezen naar een tekst op de preekstoel van de hervormde kerk met het opschrift "Doccumanus abbas me fieri fecit. Ao 1560" staat. Het zou dus gaan om een schenking vanuit Dokkum. Volgens Meekhoff Doornbosch verwijst 'Doccumanus' naar Harmannus Doccumanus, die in het jaar 1570 abt van het klooster Feldwerd was. Mogelijk heeft men de afgedankte preekstoel van het klooster overgenomen.
Waarschijnlijker is echter dat het voorvoegsel vressche de betekenis heeft van 'vers', 'fris' of 'nieuw' ("het nieuwe loo"), ter onderscheiding van Lutjeloo (in 1515 Lutke Loe), van waaruit de plaats zou zijn gesticht. Een andere mogelijkheid is een stichting vanuit de Wedderbergen.
Aan het einde van de middeleeuwen (tussen 1590 en 1628), toen het veen grotendeels verdwenen was, vestigde men zich op het hoger gelegen land aan de huidige Dorpsstraat (toen nog Friescheloester Heere wech genoemd), die gelegen is op de zandrug de Bouwten, ten  zuiden van de laaggelegen Vriescheloërvennen. De Ossedijk maakte deel uit van de voormalige handelsroute tussen Winschoten, Bourtange en Münster.
Een uiteindelijke dorpsstructuur, met de 18e-eeuwse kerk van Vriescheloo als middelpunt, ontstond in de tijd van de Franse overheersing. Het dorp bestond uit verschillende buurten, die ieder een buurtgilde hadden. De bekendste daarvan waren De Westert, Klontjebuurt, Vriescheloosche of Loosterheide, De Straat en Vogelzang. De laatste twee buurten zijn in de 20e eeuw verdwenen. Het huidige dorpscentrum langs de Wedderweg vormt een voortzetting van de buurtschap Loosterheide.
Vriescheloo had een van de eerste poldermolens in de provincie, al genoemd in 1736. De molen stond aan het einde van het Zijldiep. Hij brandde in 1886 af en werd toen vervangen door het stoomgemaal De Klieve. In 1868 kwam er nog een tweede watermolen bij. 
In het begin van de 20e eeuw vormde het centrum van Vriescheloo een lang lint van bebouwing. Er woonden toen vooral mensen die actief waren in de landbouw, alsook een aantal winkeliers. Er bevond zich ook een bierbrouwerij. De middenstandsbedrijven concentreerden zich in het oosten van het dorp, in de zogenaamde Klontjebuurt. Men vermaakte zich in die tijd met kermis, veekeuringen, tentoonstellingen, met als hoogtepunt de paardenharddraverijen.
Kort voor 1900 werd door de boeren in het gehucht De Straat ten zuidoosten van Vriescheloo begonnen met het verplaatsen van hun boerderijen naar de centrale Dorpsstraat. Dit gehucht verdween hierdoor geheel. Rond de in 1895 gebouwde molen De Korenbloem ten zuiden van de Wedderweg ontstond vervolgens een kleine kern genaamd Vrieschelooscheheide. In de 20e eeuw werd de bebouwing rond de Dorpsstraat steeds meer verdicht. 
Na de oorlog ontstond rond Vrieschelooscheheide een nieuwe kern met veel nieuwbouw, die nu het centrum van het dorp vormt. Het winkelbestand ging ondertussen echter steeds verder achteruit. De recreatie wint momenteel wat aan betekenis.
Rond het dorp liggen een aantal natuurgebieden, die vooral in de 20e en begin 21e eeuw tot stand kwamen. Een aantal van deze gebieden werd gerealiseerd in het kader van de Ecologische Hoofdstructuur vanaf de jaren 1990. Zo werd de in 1974 gekanaliseerde Westerwoldsche Aa tussen Lutjeloo en Vriescheloo in 2010 hersteld. Hierin werd het natuurgebiedje De Gaast aangelegd ter plaatse van de vroegere Garsten. De Oosterkolken er tegenover werden hernoemd tot Kom's Kolkje en voorzien van beplanting. Op een deel van De Bouwte te zuiden van het dorp werd begin jaren 1990 het Vriescheloerbos aangelegd, dat tegenwoordig de naam Engbert Drenth-bos draagt naar de gelijknamige burgemeester. Langs het Veendiep werd het recreatiegebied Veendiepsplassen gegraven en werden een aantal bossen aangeplant.
Ten zuiden van het dorp werden begin 21e eeuw een viertal kasteeltjes gebouwd door vermogende eigenaren.

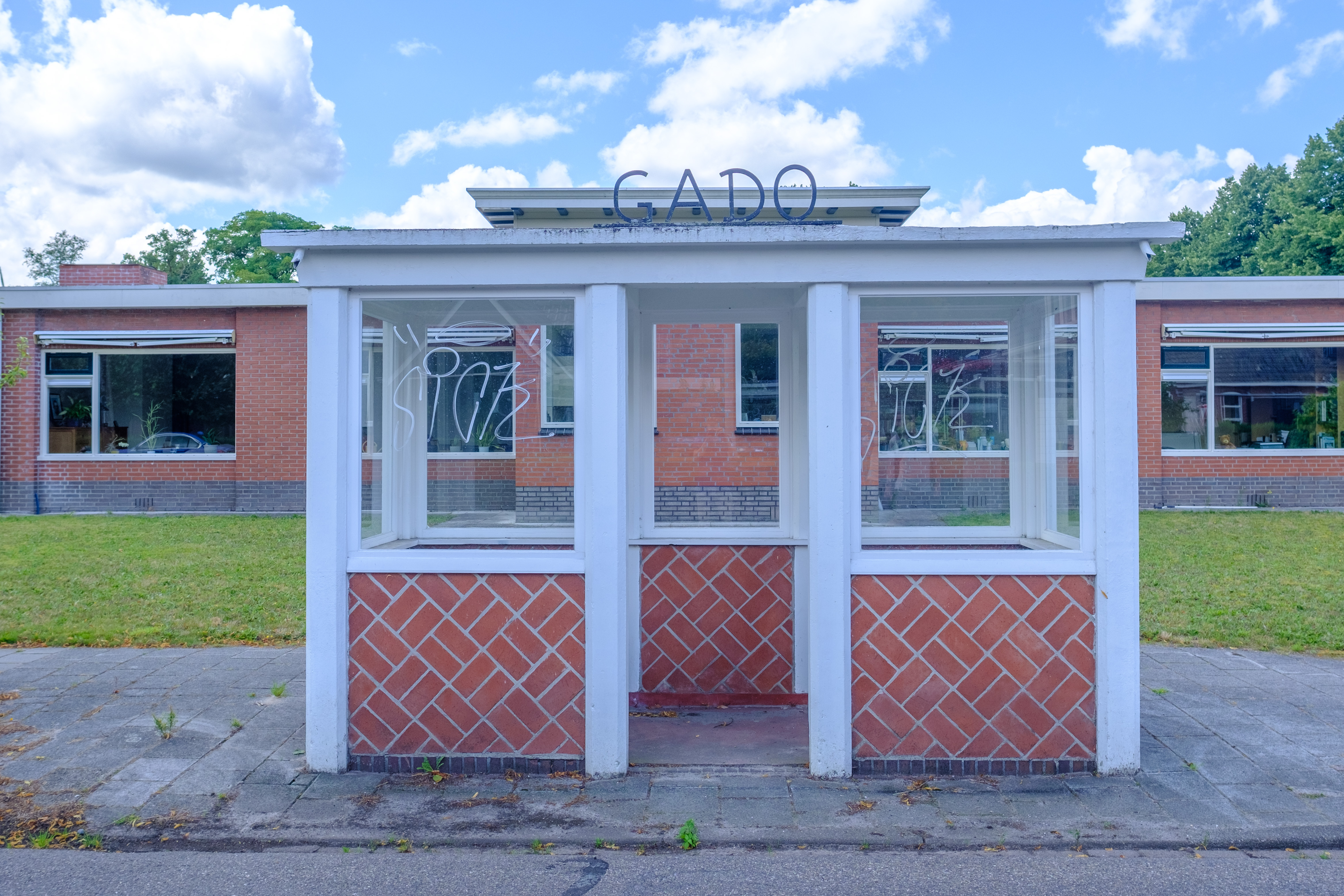
Abri van de vroegere busmaatschappij GADO aan de Industrieweg

## Oude kaarten
- Generale kaart van het karspel Bellingwolde bevattende het geheele ontwerp om door het plaatsen van molens en het leggen van de nodige afsluit dijken, 1828.